# Nhà máy thủy điện Kakhovka
Nhà máy thủy điện Kakhovka (tiếng Ukraina: Каховська ГЕС) là một nhà máy năng lượng dòng chảy trên sông Dnepr. Nhà máy nằm ở phía nam của Ukraina, cách thành phố Nova Kakhovka của tỉnh Kherson 5 km. Mục đích chính của đập là để phát điện từ thủy năng, tưới tiêu và giao thông đường thủy. Đây là đập thứ 6 và cuối cùng trong bậc thang thủy điện Dnepr. Kênh nước sâu cho phép tàu thuyền đi ngược xuôi trên sông.
Việc xây dựng nhà máy thủy điện đã nâng mực nước trong sông Dnepr lên 16 mét và tạo ra hồ chứa nước Kakhovka với thể tích 18,19 km³. Sáu tổ máy thủy điện  được lắp đặt tại nhà máy, hiện công suất của nhà máy là 334,8 MW. Nhà máy là một bộ phận của Ukrhydroenergo, công ty sản xuất thủy điện lớn nhất ở Ukraina có 100% cổ phần thuộc về nhà nước. Tuyến đường bộ P47 và một tuyến đường sắt vượt qua sông Dnepr trên đỉnh đập.
Nhân viên của nhà máy thủy điện Kakhovka là 241 người tính đến  ngày 16 tháng 10 năm 2015. Tính đến năm 2019, đập đem lại lợi nhuận 6,1 triệu hryvnia Ukraina cho ngân sách địa phương và 44,6 triệu hryvnia cho thu nhập quốc gia.
Ngày 24 tháng 2 năm 2022, nhà máy thủy điện bị quân Nga chiếm giữ khi họ xâm chiếm Ukraina. Ngày 6 tháng 6 năm 2023, một phần đáng kể đập chắn nước bị phá hủy, có thể là do một vụ nổ gần trung tâm đập, giải phóng một lượng lớn nước về hạ du.

## Đập
Đập có một âu tàu liên kết và một nhà máy điện có công suất lắp đặt 357 MW. Nước từ hồ chứa nước Kakhovka được đưa đi theo kênh đào Bắc Krym và kênh đào Dnepr–Kryvyi Rih để tưới tiêu cho các khu vực rộng lớn tại miền nam Ukraina và bán đảo Krym. Việc xây dựng đập bắt đầu vào tháng 9 năm 1950 và tổ máy phát điện cuối cùng được vận hành vào tháng 10 năm 1956. Tổ hợp do Ukrhydroenergo vận hành.
Bắt đầu từ năm 2019, việc sửa chữa và mở rộng đáng kể đã được thực hiện tại cơ sở.

## Lịch sử
Việc xây dựng nhà máy thủy điện Kakhovka bắt đầu vào tháng 9 năm 1950 theo Nghị định của Hội đồng Bộ trưởng Liên Xô ngày 20 tháng 9 năm 1950 "Về việc xây dựng nhà máy thủy điện Kakhovka trên sông Dnepr, Nam Ukraina, Kênh đào Bắc Krym và việc tưới tiêu các vùng đất phía nam của Ukraina và các vùng phía bắc của Krym." Việc xây dựng nhà máy thủy điện được giao cho tổ chức xây dựng Dneprostroy từng được trao Huân chương Lenin, trong năm 1927-1932 họ từng xây dựng nhà máy thủy điện Dnepr.
Công trình được đưa vào danh mục "Các dự án xây dựng vĩ đại của chủ nghĩa cộng sản". Thành phố Nova Kakhovka được thành lập để xây dựng và bảo trì nhà máy điện. 12.000 người, 1.100 phương tiện, 30 máy xúc, 75 cần trục, 100 máy ủi, 14 đầu máy hơi nước và 7 tàu cuốc đã làm việc trong quá trình xây dựng tổ máy thủy lực Kakhovska.
Ngày 30 tháng 3 năm 1952, mét khối bê tông đầu tiên được đổ tại tòa nhà nhà máy điện. Việc lắp đặt tuabin đầu tiên bắt đầu vào tháng 8 năm 1954, hoàn thành vào ngày 18 tháng 10 năm 1955. Ngày này được coi là ngày sinh nhật của nhà máy. Vào ngày 13 tháng 10 năm 1956, tổ máy thứ sáu và cuối cùng được đưa vào vận hành. Ngày 19 tháng 10 năm 1959, nhà máy thủy điện Kakhovska được đưa vào vận hành công nghiệp với công suất lắp đặt 312 MW.
Theo Nghị quyết của Nội các Ukraine ngày 26 tháng 6 năm 2000, nhà máy thủy điện Kakhovka được đặt theo tên của nhà khoa học và chính khách kiệt xuất Petro Stelanovych Neporozhnyi.
Quân đội Nga đến nhà máy vào ngày đầu tiên của cuộc xâm chiếm vũ trang toàn diện vào Ukraina, ngày 24 tháng 2 năm 2022. Quân Nga đã chiếm được Kênh đào Bắc Krym và nhà máy thủy điện Kakhovka.